# 海野輝幸
海野 輝幸（うんの てるゆき）は、戦国時代から安土桃山時代にかけての武将。塚原卜伝に師事し、印可を得たと言われている。三尺三寸の名刀「茶臼割」を最後まで携えていた。

## 生涯

### 出自・事績
兄は上野国吾妻郡羽根尾（現・長野原町）の国衆・羽尾道雲でその次弟にあたる。輝幸や次兄・海野幸光が海野氏を名乗った経緯については不明であるが、そもそも羽尾氏は三原荘の地頭となった海野幸氏の子孫を称しており、天文10年（1541年）に上野に亡命してきた海野棟綱の名跡を継いだ可能性があると平山優は指摘している。
当初は兄・道雲と共に同郡の武田氏配下国衆で岩櫃城主・斎藤憲広に従っていたが、永禄6年（1563年）に斎藤憲広が武田氏より離反した際、真田信綱・室賀満正の調略に応じて次兄・幸光や斎藤弥三郎とともに武田軍に内応した（『加沢記』）。
以後は兄幸光とともに武田氏配下の国衆となり、天正8年（1580年）5月時点で岩櫃城将として岩櫃城に配置されたことが確認できる。『加沢記』によると真田幸綱の推挙により武田信玄より「吾妻郡代」に任じられ岩櫃城領を管理し、さらに嫡男・幸貞が幸綱の弟・矢沢頼綱の婿となったという。同年8月に真田昌幸が沼田城を攻略するとその二の丸に入った。

### 海野兄弟誅殺事件
天正9年（1581年）、輝幸は兄・幸光と嫡男・幸貞と共に武田氏への謀反の嫌疑により誅殺された。この事件は事実関係を裏付ける確実な史料が確認されておらず、『古今沼田記』『羽尾記』は事件日を10月23日としているが、『加沢記』は11月のこととしている。
武田氏の吾妻・沼田領を管轄する真田昌幸と弟・加津野昌春は武田勝頼より海野兄弟討伐の許可を得て、岩櫃城にて幸光を討ち、さらに昌春は輝幸父子を討伐すべく沼田城に赴いた。輝幸父子は申し開きをすべく城外に脱出したが真田勢に追撃されたため、輝幸は幸貞と刺し違えて自害した。享年は72と伝わる。輝幸は沼田城北東の岡谷（現沼田市岡谷町）に幸貞と共に葬られ「海野塚」として残る。
海野氏は当時同郡の鎌原氏と所領問題を巡り対立しており、さらに海野氏が吾妻郡一郡の拝領を求めたことから、武田氏と真田昌幸が上野の安定化を図るべく海野氏を排除したのではないかと平山優は推測している。